# Antyfaszystowska Organizacja Bojowa
Antyfaszystowska Organizacja Bojowa (AOB) – podziemna organizacja utworzona w 1942 w białostockim getcie.

## Historia
W ramach działalności organizacji utworzono tajne archiwum, zorganizowane na wzór Archiwum Ringelbluma w Warszawie, działające do kwietnia 1943. Zbierano dzienniki, dokumenty Judenratu i administracji niemieckiej. Większość pochodzących z niego materiałów znajduje się obecnie w Instytucie Jad Waszem.
AOB zajmowała się również organizowaniem ucieczek Żydów z getta oraz pozyskiwaniem broni mającej posłużyć w przyszłości do walki z Niemcami.

## Działalność
Od lutego 1943 zaczęła przeprowadzać ataki na żołnierzy i budynki wroga na terenie getta. Z powodu rozpoczęcia przez Niemców likwidacji getta, 15 sierpnia AOB rozpoczęła powstanie, które wobec niewspółmiernie większych sił wroga skończyło się klęską.
W powstaniu zginęła większość członków AOB.  Po jego upadku około 150 bojownikom udało się zbiec z tzw. małego getta do Puszczy Knyszyńskiej, gdzie dołączyli do grup partyzanckich tworząc żydowską grupę partyzancką „Kadimah”. W grudniu 1943 została ona wchłonięta przez ruch partyzancki dowodzony przez Sowietów.